# Антоніо Міранте
Антоніо Міранте (італ. Antonio Mirante, нар. 8 липня 1983, Кастелламмаре-ді-Стабія) — італійський футболіст, воротар італійського «Мілана».

## Клубна кар'єра
Народився 8 липня 1983 року в місті Кастелламмаре-ді-Стабія. Вихованець «Ювентуса», в системі якого виступав з 2000 року. Так і не зігравши жодної гри за основу, 2004 року відправився в оренду в клуб Серії Б «[Кротоне]]», у складі якого відіграв 41 матч. У наступному сезоні відправився у ще одну оренду, на цей раз в клуб елітного італійського дивізіону «Сієну». 28 серпня 2005 року в матчі проти «Кальярі» дебютував в Серії А. Всього за сезон 2005/06 зіграв 26 матчів за «Сієну».
2006 року, після Кальчополі, за результатами якого «Ювентус» відправили до Серії Б, Міранте повернувся в рідний клуб, де став дублером Джанлуїджі Буффона і у сезоні 2006/07 відіграв 7 матчів за «стару синьйору» в Серії В, допомігши їй з першого місця повернутись в еліту. Після цього два сезони провів в іншому клубі Серії А «Сампдорія», де теж був лише дублером основного воротаря Луки Кастеллацці, незважаючи на це, в сезоні 2008/09 допоміг команді вийти у фінал Кубка Італії.
19 липня 2009 року відправився в «Парму». 23 серпня цього ж року в матчі Серії А проти «Удінезе» (2?2) дебютував за новий клуб. У складі «Парми» відіграв 6 сезонів, сумарно зігравши в 204 матчах за цей клуб і весь час був основним воротарем команди, поки 2015 року команда не була оголошена банкрутом і була відправлена до аматорської Серії D.
30 червня 2015 року на правах вільного агента перейшов в «Болонью», кольори якої захищав протягом 2015—2018 років і в останньому сезоні був капітаном команди.
22 червня 2018 року Міранте в обмін на Лукаша Скорупського перейшов у столичну «Рому», де став дублером іншого новачка «вовків» шведа Робіна Ульсена. Всього провів за римлян 29 матчів в національному чемпіонаті. Наприкінці травня 2021 було оголошено, що Антоніо покинув клуб.
Після декількох місяців без клубу у жовтні 2021 року уклав контракт з «Міланом», у якому став третім воротарем, дублером Майка Меньяна і Чіпріана Тетерушану.

## Виступи за збірну
Був у заявці молодіжної збірної Італії на молодіжному чемпіонаті Європи 2006 року, але на цьому турнірі був запасним і на поле не виходив. Загалом же Антоніо так і не дебютував за збірні Італії U-20 або U-21, незважаючи на те, що він викликався до їх складу в цілому шість разів.
У 2010 і 2014 роках викликався до стану національної збірної Італії, але теж на поле не виходив.

## Статистика виступів

### Статистика клубних виступів
Станом на 4 червня 2023
| Сезон                 | Команда               | Чемпіонат             | Чемпіонат | Чемпіонат | Національний кубок | Національний кубок | Національний кубок | Єврокубки | Єврокубки | Єврокубки | Інші змагання | Інші змагання | Інші змагання | Усього | Усього |
| Сезон                 | Команда               | Ліга                  | Ігор      | Голів     | Ліга               | Ігор               | Голів              | Ліга      | Ігор      | Голів     | Ліга          | Ігор          | Голів         | Ігор   | Голів  |
| --------------------- | --------------------- | --------------------- | --------- | --------- | ------------------ | ------------------ | ------------------ | --------- | --------- | --------- | ------------- | ------------- | ------------- | ------ | ------ |
| 2003–04               | «Ювентус»             | A                     | 0         | -0        | КІ                 | 0                  | -0                 | ЛЧ        | 0         | -0        | -             | -             | -             | 0      | -0     |
| 2004–05               | «Кротоне»             | B                     | 41        | -43       | КІ                 | 3                  | -2                 | -         | -         | -         | -             | -             | -             | 44     | -45    |
| 2005–06               | «Сієна»               | A                     | 26        | -43       | КІ                 | 3                  | -5                 | -         | -         | -         | -             | -             | -             | 29     | -48    |
| 2006–07               | «Ювентус»             | B                     | 7         | -9        | КІ                 | 0                  | -0                 | -         | -         | -         | -             | -             | -             | 7      | -9     |
| Усього за «Ювентус»   | Усього за «Ювентус»   | Усього за «Ювентус»   | 7         | -9        |                    | 0                  | -0                 |           | 0         | -0        |               |               |               | 7      | -9     |
| 2007–08               | «Сампдорія»           | A                     | 13        | -15       | КІ                 | 4                  | -3                 | КУЄФА     | 1         | -1        | -             | -             | -             | 18     | –      |
| 2008–09               | «Сампдорія»           | A                     | 9         | -12       | КІ                 | 2                  | -2                 | КУЄФА     | 2         | -2        | -             | -             | -             | 13     | -16    |
| Усього за «Сампдорію» | Усього за «Сампдорію» | Усього за «Сампдорію» | 22        | -27       |                    | 6                  | -5                 |           | 3         | -3        |               |               |               | 31     | -35    |
| 2009–10               | «Парма»               | A                     | 37        | -49       | КІ                 | 1                  | -2                 | -         | -         | -         | -             | -             | -             | 38     | -51    |
| 2010–11               | «Парма»               | A                     | 36        | -45       | КІ                 | 0                  | -0                 | -         | -         | -         | -             | -             | -             | 36     | -45    |
| 2011–12               | «Парма»               | A                     | 29        | -47       | КІ                 | 0                  | -0                 | -         | -         | -         | -             | -             | -             | 29     | -47    |
| 2012–13               | «Парма»               | A                     | 33        | -40       | КІ                 | 0                  | -0                 | -         | -         | -         | -             | -             | -             | 33     | -40    |
| 2013–14               | «Парма»               | A                     | 36        | -42       | КІ                 | 1                  | -0                 | -         | -         | -         | -             | -             | -             | 37     | -42    |
| 2014–15               | «Парма»               | A                     | 33        | -60       | КІ                 | 2                  | -2                 | -         | -         | -         | -             | -             | -             | 35     | -62    |
| Усього за «Парму»     | Усього за «Парму»     | Усього за «Парму»     | 204       | -283      |                    | 4                  | -4                 |           | -         | -         |               | -             | -             | 208    | -287   |
| 2015–16               | «Болонья»             | A                     | 33        | -41       | КІ                 | 1                  | -1                 | -         | -         | -         | -             | -             | -             | 34     | -42    |
| 2016–17               | «Болонья»             | A                     | 21        | -32       | КІ                 | 1                  | -0                 | -         | -         | -         | -             | -             | -             | 22     | -32    |
| 2017–18               | «Болонья»             | A                     | 33        | -46       | КІ                 | 1                  | -3                 | -         | -         | -         | -             | -             | -             | 34     | -49    |
| Усього за «Болонью»   | Усього за «Болонью»   | Усього за «Болонью»   | 87        | -119      |                    | 3                  | -4                 |           | -         | -         |               | -             | -             | 90     | -123   |
| 2018–19               | «Рома»                | A                     | 11        | -6        | КІ                 | 0                  | 0                  | ЛЧ        | 2         | -3        | -             | -             | -             | 13     | -9     |
| 2019–20               | «Рома»                | A                     | 5         | -5        | КІ                 | 0                  | 0                  | ЛЄ        | 2         | -2        | -             | -             | -             | 7      | -7     |
| 2020–21               | «Рома»                | A                     | 13        | -19       | КІ                 | 0                  | 0                  | ЛЄ        | 2         | -7        | -             | -             | -             | 15     | -26    |
| Усього за «Рому»      | Усього за «Рому»      | Усього за «Рому»      | 29        | -30       |                    | 0                  | 0                  |           | 6         | -12       |               | -             | -             | 35     | -42    |
| 2021–22               | «Мілан»               | A                     | 0         | 0         | КІ                 | 0                  | 0                  | ЛЧ        | 0         | 0         | -             | -             | -             | 0      | 0      |
| 2022–23               | «Мілан»               | A                     | 1         | 0         | КІ                 | 0                  | 0                  | ЛЧ        | 0         | 0         | СІ            | 0             | 0             | 1      | 0      |
| Усього за «Мілан»     | Усього за «Мілан»     | Усього за «Мілан»     | 1         | 0         |                    | 0                  | 0                  |           | 0         | 0         |               | 0             | 0             | 1      | 0      |
| Усього за кар'єру     | Усього за кар'єру     | Усього за кар'єру     | 415       | -551      |                    | 19                 | –                  |           | 9         | -15       |               | 0             | 0             | 443    | -589   |

## Титули і досягнення
- Чемпіон Італії (1):

«Мілан»: 2021–22